# Пам'ятки архітектури Бобринецького району
У Бобринецькому районі Кіровоградської області на обліку перебуває 36 пам'яток архітектури, з яких 3 - в місті Бобринець.
| № пп             | Найменування пам’ятки               | Датування  | Місцезнаходження пам’ятки | Охорон. номер |
| ---------------- | ----------------------------------- | ---------- | ------------------------- | ------------- |
| Бобринець        |                                     |            |                           |               |
| 1.               | Міський ринок                       | д.п.19 ст. | вул. Базарна, 136         | 170-Кв        |
| 2.               | Міський ринок                       | д.п.19 ст. | вул. Базарна, 138         | 171-Кв        |
| 3.               | Міський ринок                       | д.п.19 ст. | вул. Базарна, 140         | 172-Кв        |
| 4.               | Міський ринок                       | д.п.19 ст. | вул. Базарна, 142         | 173-Кв        |
| 5.               | Господарський магазин               | д.п.19 ст. | вул. Вознесенська, 22     | 174-Кв        |
| 6.               | Міський ринок                       | д.п.19 ст. | вул. Вознесенська, 24     | 175-Кв        |
| 7.               | Свято-Вознесенський собор           | 1898 р.    | вул. Вознесенська, 36     | 86-Кв         |
| 8.               | Адміністративний будинок            | 1903 р.    | вул. Вознесенська, 56/7   | 169-Кв        |
| 9.               | Будинок школи                       | 1903 р.    | вул. Ломоносова,19        | 413-Кв        |
| 10.              | Санітарно - епідеміологічна станція | к.19 ст.   | вул. Миколаївська, 4      | 176-Кв        |
| 11.              | Навчально-виробничий комбінат       | к.19 ст.   | вул. Миколаївська, 21     | 177-Кв        |
| 12.              | Житловий будинок                    | к.19 ст.   | вул. Миколаївська, 37     | виявлена      |
| 13.              | Житловий будинок                    | к.19 ст.   | вул. Миколаївська, 39     | виявлена      |
| 14.              | Житловий будинок                    | к.19 ст.   | вул. Миколаївська, 45     | виявлена      |
| 15.              | Ратуша                              | к.19 ст.   | вул. Миколаївська, 47     | 377-Кв        |
| 16.              | Адміністративний будинок            | 1950 р.    | вул. Миколаївська, 49     | 349-Кв        |
| 17.              | Житловий будинок                    | 1894 р.    | вул. Миколаївська, 51     | 346-Кв        |
| 18.              | Земський банк                       | 1893 р.    | вул. Миколаївська, 56     | 345-Кв        |
| 19.              | Миколаївська церква                 | 1884 р.    | вул. Миколаївська, 57     | 87-Кв         |
| 20.              | Повітове училище                    | д.п.19 ст. | вул. Миколаївська, 60/123 | 179-Кв        |
| 21.              | Синагога                            | к.19 ст.   | вул. Миколаївська, 61/10  | 178-Кв        |
| 22.              | Будинок школи                       | к.19 ст.   | вул. Миколаївська,72/142  | 411-Кв        |
| 23.              | Будинок готелю                      | к.19 ст.   | вул. Миколаївська, 76     | 180-Кв        |
| 24.              | Будинок музею історії               | 1890 р.    | вул. Миколаївська, 78,    | 181-Кв        |
| 25.              | Будинок бібліотеки культури         | 1956 р.    | вул. Миколаївська, 78     | 348-Кв        |
| 26.              | Житловий будинок                    | 1910 р.    | вул. Миколаївська, 80,    | 88-Кв         |
| 27.              | Будинок військкомату                | к.19 ст.   | вул. Незалежності,8       | 410-Кв        |
| 28.              | Сільськогосподарський технікум      | п.20 ст.   | вул. Порика, 4            | виявлена      |
| 29.              | Ринок                               | с. 19 ст.  | пл. Ринкова               | 344-Кв        |
| 30.              | Водонапірна вежа                    | к.19 ст.   | вул. Червоного Хреста     | 168-Кв        |
| 31.              | Будинок контори хлібозаводу         | к.19 ст.   | вул. Шевченка, 83         | 412-Кв        |
| 32.              | Будинок електростанції              | 1924 р.    | вул. Шевченка, 100        | 347-Кв        |
| 33.              | Банно-пральний комбінат             | 1910 р.    | вул. Шевченка, 119        | 182-Кв        |
| Бобринецький р-н |                                     |            |                           |               |
| 34.              | Покровська церква                   | 1903 р.    | с. Василівка              | 89-Кв         |
| 35.              | Троїцька церква                     | к.19 ст.   | с. Кетрисанівка           | 90-Кв         |
| 36.              | Михайлівська церква                 | 1870 р.    | с. Миколо-Бабанка         | 91-Кв         |
|                  |                                     |            |                           |               |